# Fiolstræde
Fiolstræde è una strada pedonale situata nel centro storico della città di Indre By a Copenaghen.

## Posizione e accesso

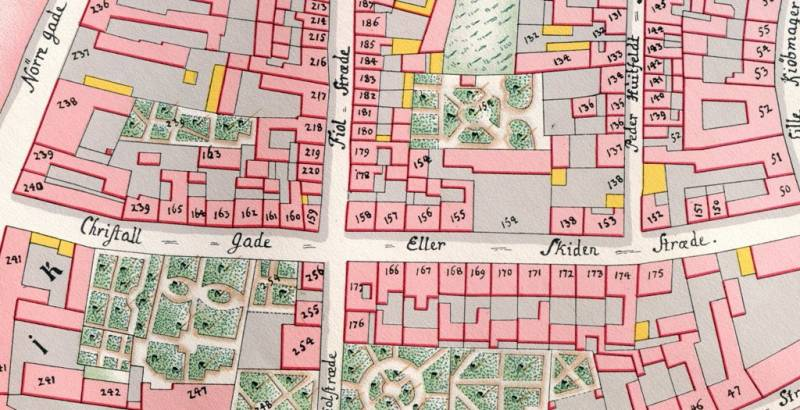
Mappa della zona intorno a Fiolstræde.

Fiolstræde è una strada pedonale dello shopping a Copenaghen, proprio dietro la Cattedrale di Copenaghen, nel quartiere latino di Copenaghen. Si collega attraverso una passerella coperta alla principale via pedonale della capitale Strøget e termina nella Nørre Voldgade e alla stazione della metropolitana di Copenaghen di Nørreport, la più trafficata di Copenaghen. Infine, taglia la strada Krystalgade all'altezza dell'edificio della biblioteca universitaria di Copenaghen.